# Holosiro ewingi
Espèce
Holosiro ewingi est une espèce d'opilions cyphophthalmes de la famille des Sironidae.

## Distribution
Cette espèce est endémique d'Oregon aux États-Unis. Elle se rencontre dans le comté de Benton vers Corvallis.

## Description
Le mâle holotype mesure 1,67 mm, les mâles mesurent de 1,47 à 1,67 mm et les femelles de 1,63 à 1,90 mm.

## Systématique et taxinomie
Cette espèce a été décrite par Karaman en 2022.

## Étymologie
Cette espèce est nommée en l'honneur de l'entomologiste américain Henry Ellsworth Ewing (d) (1883-1951).

## Publication originale
- Karaman, 2022 : « North American sironids (Opiliones, Cyphophthalmi) and composition of the family Sironidae with a description of two new species », Biologia Serbica, vol. 44, no 2, p. 33–59 (texte intégral).